# سباستین اریتا
سباستین اریتا (انگلیسی: Sebastián Arrieta؛ زادهٔ ۲۱ اکتبر ۱۹۸۵) بازیکن فوتبال اهل آرژانتین است.
از باشگاه‌هایی که در آن بازی کرده‌است می‌توان به باشگاه فوتبال نیولز اولد بویز و باشگاه فوتبال راسینگ کلوب آویاندا اشاره کرد.